# Identifier (programmeren)
Een identifier is in een programmeertaal een door de programmeur gekozen woord waaraan gerefereerd kan worden.
De programmeur wil bijvoorbeeld een waarde in het geheugen opslaan omdat hij die waarde later weer nodig heeft. Hij gebruikt dan een identifier om de waarde een naam te geven. In zo'n geval wordt de identifier een variabele genoemd.
Ook gebeurt het vaak dat een programmeur een subroutine of functie maakt, die elders in het programma wordt aangeroepen. Zo'n subroutine of functie heeft dan een naam nodig, en die naam is een identifier.
Het verdient de voorkeur een naam te kiezen waaruit duidelijk blijkt waar de identifier voor dient. Het programma blijft daardoor begrijpelijk.
De regels waaraan een identifier moet voldoen zijn in bijna alle programmeertalen ongeveer dezelfde. Het is een reeks van letter en cijfers, te beginnen met een letter of underscore. Soms zijn er nog meer tekens die in een identifier mogen voorkomen, en soms is de lengte van een identifier beperkt. Sommige talen maken onderscheid tussen hoofdletters en kleine letters, bij andere talen is dat verschil niet van belang.
In bijna alle programmeertalen geldt dat er bepaalde woorden zijn met een speciale betekenis (sleutelwoorden). Deze mogen meestal niet als identifier gebruikt worden. Vooral COBOL is in dat opzicht berucht. Er zijn echter ook talen, zoals Fortran en PL/1, waarvan de syntaxis het mogelijk maakt de sleutelwoorden te onderscheiden van identifiers.

## Voorbeelden
In de eerste programmeertalen mocht de naam van variabelen uit slechts één teken bestaan. De eerste versie van Fortran (1957) brak met deze traditie en stond namen van maximaal 6 tekens toe. Dit bleef het maximum tot en met FORTRAN 77 (1978). Fortran 95 (1997) staat namen van maximaal 31 tekens toe. COBOL (1959) was een van de eerste talen die langere namen (30 tekens) toestond en ook het gebruik van het minteken in identifiers. De C89-versie van C (1989) laat identifiers van willekeurige lengte toe, maar alleen de eerste 31 tekens worden daadwerkelijk gebruikt. De C99-standaard (2000) verhoogt dit aantal naar 63 tekens. Namen van externe variabelen (die door linker verwerkt moeten worden) mochten in C89 uit slechts 6 tekens bestaan. In C99 werd dit verhoogt naar 31 tekens. Identifiers in Ada (1983) mogen een willekeurige lengte hebben, hoewel implementaties wel een maximum mochten hanteren, maar deze moest dan minimaal 200 tekens zijn. Java (1995) heeft geen limiet en alle tekens worden daadwerkelijk gebruikt.
In de Fortran-versies voor Fortran 90 (1991) mochten identifiers spaties bevatten, welke genegeerd werden (dus de identifiers deze maand en dezemaand verwijzen naar dezelfde variabele). JavaScript staat het gebruik dollartekens ($) in identifiers toe. 